# Edu Felistoque
Edu Felistoque é um cineasta brasileiro. Como diretor, roteirista, produtor e diretor de fotografia atuou em diversas obras. É também sócio da academia brasileira de cinema, da APACI (Associação Paulista de Cineastas) e da Produtora Felistoque Cinema de Brasília. Com um olhar voltado para realidades urbanas e histórias socialmente engajadas, construiu uma filmografia marcada por intensidade, crítica social e inovação estética. Ficou conhecido por obras que transitam entre a ficção e o documentário, muitas delas premiadas nacional e internacionalmente.
Edu Felistoque iniciou sua carreira em São Paulo, em 1974 como fotógrafo e repórter cinematográfico. Nos anos de 1990 estudou direção de fotografia e dramaturgia para cinema em Cinecittà Roma - Itália e lá, inspirou-se no Neo Realismo Italiano para aprimorar seu estilo. Paralelo a suas atividades com cinema, dirigiu e produziu mais de 2.000 filmes publicitários.
Dirigiu diversos longas-metragens de ficção como "Amado", "Inversão", "Soluços e soluções" e outros. É criador da chamada “Trilogia da Vida Real”, composta pelos filmes "Insubordinados", "Toro" e "Hector", que exploram as camadas da marginalidade e da resistência nas grandes cidades brasileiras. Com os documentários "Zagati", "Cracolândia", e a mais recente produção em desenvolvimentos, "Cenas Abertas" Felistoque aprofundou o retrato de um Brasil invisível;
Sua obra é marcada por uma estética muitas vezes documental, e por narrativas que expõem os dilemas humanos frente à desigualdade, ao vício, à exclusão e à luta por identidade. Além do cinema, atua em projetos para televisão e plataformas digitais, como a série Buscando Buskers.

## Filmografia
- Documentário Cenas Abertas - 2025
- Ser Feliz - 2025
- Amado - 2022[7]
- Documentário Cracolândia -2020.
- Terra em transe ou transição - 2020
- Badi - 2018
- Cano Serrado - 2018[8]
- Buscando Buskers (série) - 2017
- Hector - 2016
- Toro - 2016
- Insubordinados - 2014
- Bipolar (série) - 2010
- Inversão - 2009
- Boi - 2003
- Zagati - 2002
- Soluços e Soluções - 2000

## Produtor
- 400 contra 1 - uma história do crime organizado - 2010[9]